# سلیم جواهری

سلیم جواهری در میان پریان. نگاره‌ای از یک کتاب بدون تاریخ چاپ سنگی از دوره قاجاریه

سلیم جواهری یک داستان عامیانه و از زمره ادبیات شفاهی ایران است. ریشه شفاهی این داستان به دوره تیموریان یا صفویه بازمی‌گردد و در اواسط قرن نوزدهم میلادی و در دوره قاجاریه، برای نخستین بار مکتوب، چاپ و منتشر شده‌است.
بخش‌هایی از داستان ریشه در واقعیت‌های تاریخی دوران جنگ‌های صلیبی داشته و روایت داستان در زمان حجاج بن یوسف رخ می‌دهد. در این داستان نیز، همچون هزار و یک شب، قهرمان داستان برای حفظ جان خود ناچار به قصه گفتن برای شاه است. به دلیل وجود چند عبارت محدود و مشکلات سانسور سال‌ها این داستان چاپ و منتشر نمی‌شد. در سال‌های اخیر روایت‌ها و بازنویسی‌هایی از این داستان در ایران منتشر شده‌است.

## تاریخچه
با آنکه روایت باقی‌مانده فعلی، رنگ‌مایه‌های صفوی را داراست، ولی به گفته احمد ابومحجوب، به نظر می‌رسد که اصل داستان به دوره تیموریان و زمان آغاز آزادی‌های نسبی شیعیان نسبت به اهل تسنن بازمی‌گردد.
به گفته اولریش مارزلف نخستین متون چاپی این داستان مربوط به دوره قاجار و اواسط قرن نوزدهم میلادی است. با این‌حال او نیز تأکید می‌کند که ریشه آن به گذشته‌های دورتر و شاید زمان صفویه بازمی‌گردد.

## خلاصه داستان

سلیم جواهری در نبرد با دیو آدمخوار. نگاره‌ای از یک کتاب بدون تاریخ چاپ سنگی از دوره قاجاریه

سلیم جواهری که با همسرش زندگی می‌کند، پدر خویش را از دست می‌دهد و به بیچارگی می‌افتد. به ناچار از نزد همسر و خانه مهاجرت کرده و ابتدا به حج می‌رود. سپس به دست رومیان اسیر می‌شود. پس از مدت‌ها سرگردانی در جزیره گاو دریایی، جزیره بوزینه‌ها و جزیره دوالپایان به سرزمین پریان می‌رسد. از غار دیو آدمخوار جان به سلامت در می‌برد و به دیار خود بازمی‌گردد؛ ولی حجاج یوسف او را به زندان می‌افکند.
حجاج یوسف سلیم را وادار می‌کند تا قصه‌ای بگوید که هم حجاج را بخنداند و هم او را به گریه وادارد. چرا که درمان بیماری حجاج در گرو شنیدن چنین قصه‌ای است. اگر سلیم نتواند چنین قصه‌ای بگوید ناگزیر اعدام می‌شود.

## نقد
سلیم جواهری داستانی عامیانه و از زمره ادبیات شفاهی ایران است. بن مایه این داستان بر سفر استوار است. سیر وقایع از اسارت سلیم به دست رومیان تا آزادی وی در سرزمین پریان، نوعی از کمال‌یابی و تزکیه و مراحل بلوغ عقلی را تمثیل می‌کند.
برخی از وقایع داستان همچون زندگی مسلمانان در عهد جنگ‌های صلیبی و حوادثی چون جهاد اهل حلب با رومی‌ها و اسارت مسلمانان به دست نصارا، ریشه در واقعیت‌های تاریخی دارد.
در داستان سلیم جواهری برخلاف دیگر داستان‌های عامیانه سخنی از عشق نیست. محمدجعفر محجوب دلیل این امر را کوتاهی قصه می‌داند. جعفر شهری این افسانه را بر خلاف حسین کرد شبستری و اسکندرنامه که مناسب طبقه متوسط بود، مخصوص به طبقه کم‌سواد دوره قاجار می‌داند.

## نقد ادبی
اگرچه روایت‌های گوناگونی از داستان سلیم جواهری وجود دارد، ولی دو روایت از آن اصیل‌تر و رایج‌تر بوده‌است. در داستان اصلی کلمات فارسی اصیلی مانند «شادیانه»، «مبارک‌بازی» ، «کام ناکام» (به مفهوم خواه ناخواه) و «سرشام» وجود دارد که نشان‌دهنده کاربردی بودن این کلمات در آن زمان است.
مارزلف معتقد است که این داستان را به سختی می‌توان در زمره داستان‌های عامیانه دانست. چراکه قهرمان داستان‌های عامیانه تبار شاهی دارند و در مورد سلیم، چنین نیست. با این وجود ابومحجوب داستان را عامیانه دانسته و قاعده از تبار شاهان بودن را قابل تعمیم به همه داستان‌های عامیانه نمی‌داند.

## قصه درمانی
در بخشی از داستان، سلیم جواهری در نقش یک روان درمان با گفتن قصه حجاج یوسف را درمان می‌کند. شاه در این داستان در حاشیه قرار داشته و کنش زیادی ندارد و فقط شنونده قصه‌ها است. مارگارت میلز داستان سلیم جواهری را نمونه‌ای از قصه درمانی می‌داند.

## انتشار
نثر کتاب دست‌کم برای مدت نیم قرن اخیر بدون تغییر مانده‌است. وجود چند عبارت محدود در متن داستان باعث شده که در سال‌های اخیر، داستان نتواند با متن اصیل خود منتشر شده و سانسور می‌شده‌است. از طرفی انتشار آن همواره از روی نسخه نستعلیق آن صورت می‌پذیرفته که برای خوانندگان امروزی دشوار است. به این دلایل، این داستان برای مدت طولانی تجدید چاپ نشد. در سال‌های اخیر دست‌کم دو روایت از داستان به نشر دوباره رسیده‌است. حجم داستان در مقیاس امروزین حدود ۴۰ صفحه‌است.